# Jonathan Villagra
Jonathan Gabriel Villagra Bustamante (Quilicura, Chile; 28 de marzo de 2001) es un futbolista profesional chileno, se desempeña como defensa y juega en Colo Colo de la Primera División de Chile

## Trayectoria
De niño, estuvo en las divisiones inferiores de Cobreloa hasta los 15 años, cuando se integró a las divisiones inferiores de Unión Española. Inicialmente jugaba como volante ofensivo, en Unión Española se convirtió a defensa central. Debutó profesionalmente en el partido válido por el torneo de Primera División 2020 ante Cobresal el 15 de febrero de 2021, junto a su compañero Gabriel Norambuena.
El 17 de marzo de 2021, debutó por Copa Libertadores defendiendo a Unión Española ante Independiente del Valle, siendo titular en la derrota de su equipo por 2:6.
El 21 de mayo de 2022, marcó su primer gol oficial, cuando anotó ante Coquimbo Unido en la victoria de su equipo por 4:2, en partido válido por la Primera División 2022.

## Selección nacional

### Selecciones menores
Fue convocado por el entrenador Eduardo Berizzo para ser parte de la sub-23, para participar en los Juegos Panamericanos de 2023.

#### Participaciones en Juegos
| Competición               | Sede     | Resultado        | Partidos | Goles | Asist. |
| ------------------------- | -------- | ---------------- | -------- | ----- | ------ |
| Juegos Panamericanos 2023 | Santiago | Medalla de plata | 5        | 0     | 0      |

#### Detalles de partidos
| Partidos internacionales con Selección Chilena Sub-23 | Partidos internacionales con Selección Chilena Sub-23 | Partidos internacionales con Selección Chilena Sub-23 | Partidos internacionales con Selección Chilena Sub-23 | Partidos internacionales con Selección Chilena Sub-23 | Partidos internacionales con Selección Chilena Sub-23 | Partidos internacionales con Selección Chilena Sub-23 | Partidos internacionales con Selección Chilena Sub-23 | Partidos internacionales con Selección Chilena Sub-23 |
| N.º                                                   | Fecha                                                 | Estadio                                               | Local                                                 | Resultado                                             | Visitante                                             | Goles                                                 | Asist.                                                | Competición                                           |
| ----------------------------------------------------- | ----------------------------------------------------- | ----------------------------------------------------- | ----------------------------------------------------- | ----------------------------------------------------- | ----------------------------------------------------- | ----------------------------------------------------- | ----------------------------------------------------- | ----------------------------------------------------- |
| 1                                                     | 23 de octubre de 2023                                 | Estadio Sausalito, Viña del Mar, Chile                | Chile                                                 | 1-0                                                   | México                                                |                                                       |                                                       | Juegos Panamericanos 2023                             |
| 2                                                     | 26 de octubre de 2023                                 | Estadio Elías Figueroa, Valparaíso, Chile             | Chile                                                 | 1-0                                                   | Uruguay                                               |                                                       |                                                       | Juegos Panamericanos 2023                             |
| 3                                                     | 29 de octubre de 2023                                 | Estadio Sausalito, Viña del Mar, Chile                | Chile                                                 | 5-0                                                   | República Dominicana                                  |                                                       |                                                       | Juegos Panamericanos 2023                             |
| 4                                                     | 1 de noviembre de 2023                                | Estadio Elías Figueroa, Valparaíso, Chile             | Chile                                                 | 1-0                                                   | Estados Unidos                                        |                                                       |                                                       | Juegos Panamericanos 2023                             |
| 5                                                     | 4 de noviembre de 2023                                | Estadio Sausalito, Viña del Mar, Chile                | Chile                                                 | 1-1 (t. s.) 2-4p                                      | Brasil                                                |                                                       |                                                       | Juegos Panamericanos 2023                             |
| Total                                                 | Total                                                 | Total                                                 | Presencias                                            | 5                                                     | Goles                                                 | 0                                                     | 0                                                     |                                                       |

## Estadísticas
| Club                   | Div.             | Temporada        | Liga  | Liga  | Copas Nacionales | Copas Nacionales | Torneos Internacionales | Torneos Internacionales | Total | Total |
| Club                   | Div.             | Temporada        | Part. | Goles | Part.            | Goles            | Part.                   | Goles                   | Part. | Goles |
| ---------------------- | ---------------- | ---------------- | ----- | ----- | ---------------- | ---------------- | ----------------------- | ----------------------- | ----- | ----- |
| Unión Española · Chile | 1ª               | 2020             | 1     | 0     | —                | —                | —                       | —                       | 1     | 0     |
| Unión Española · Chile | 1ª               | 2021             | 26    | 0     | 8                | 2                | 1                       | 0                       | 35    | 2     |
| Unión Española · Chile | 1ª               | 2022             | 24    | 2     | 7                | 0                | 1                       | 0                       | 32    | 2     |
| Unión Española · Chile | 1ª               | 2023             | 26    | 0     | 1                | 0                | —                       | —                       | 27    | 0     |
| Unión Española · Chile | 1ª               | 2024             | 12    | 1     | —                | —                | —                       | —                       | 12    | 1     |
| Unión Española · Chile | Total club       | Total club       | 89    | 3     | 16               | 2                | 2                       | 0                       | 107   | 5     |
| Colo Colo · Chile      | 1.ª              | 2024             | —     | —     | 1                | 0                | —                       | —                       | 1     | 0     |
| Colo Colo · Chile      | 1.ª              | 2025             | 6     | 0     | 4                | 0                | 1                       | 0                       | 11    | 0     |
| Colo Colo · Chile      | Total club       | Total club       | 6     | 0     | 5                | 0                | 1                       | 0                       | 12    | 0     |
| Total en carrera       | Total en carrera | Total en carrera | 95    | 3     | 21               | 2                | 3                       | 0                       | 119   | 5     |
| 1. 2. 3.               |                  |                  |       |       |                  |                  |                         |                         |       |       |

## Palmarés

### Títulos nacionales
| Título             | Equipo    | País  | Año  |
| ------------------ | --------- | ----- | ---- |
| Primera División   | Colo-Colo | Chile | 2024 |
| Supercopa de Chile | Colo-Colo | Chile | 2024 |